# Alloderes
Alloderes es un género de coleópteros de la familia Anthribidae.

## Especies
Contiene las siguientes especies:
- Alloderes vitiensis Jordan, 1944